# Диснеевские принцессы

Официальные диснеевские принцессы, слева направо, верхний ряд: Тиана, Мерида, Аврора, Мулан, Рапунцель; нижний ряд: Белль, Белоснежка, Золушка, Жасмин, Ариэль, Покахонтас

Дисне́евские принце́ссы (англ. Disney Princess) — общее название героинь мультфильмов студии Уолта Диснея, образы которых лежат в основе линии товаров для детей. Изначально термин «диснеевские принцессы» относился к шести героиням диснеевских экранизаций классических сказок: это Белоснежка («Белоснежка и семь гномов»),  Золушка («Золушка»), Аврора («Спящая красавица»), Ариэль («Русалочка»), Белль («Красавица и Чудовище») и Жасмин («Аладдин»). Также в число диснеевских принцесс входят Покахонтас («Покахонтас»), Мулан («Мулан») и Тиана («Принцесса и лягушка»). 2 октября 2011 года в состав принцесс вошла Рапунцель («Рапунцель: Запутанная история»), а 11 мая 2013 года — Мерида («Храбрая сердцем»). В 2019 году через официальный сайт и товары в состав вошла Моана («Моана»), став официально двенадцатой принцессой; поскольку ей понадобилось больше года, чтобы войти в линейку, у неё не будет коронации. В августе 2022 года было объявлено, что Райя («Райя и последний дракон»), будет включена в качестве тринадцатой принцессы, во время Всемирной недели принцесс, в парке развлечений Disneyland Paris.

## История
Когда в начале 2000 года Энди Муни был нанят в компанию Disney Consumer Products для помощи в борьбе с падением продаж, родилась идея франшизы Диснеевских принцесс. Вскоре после вступления в компанию, Муни участвовал в своём первом шоу Disney on Ice. Во время ожидания в очереди он оказался в окружении молодых девушек, одетых, как принцессы. «Они даже не были в одежде от Disney. Они были прирождёнными принцессами», подумал он. Вскоре после этого была сформирована линия Диснеевских принцесс.
Несмотря на ограниченную рекламу, выпуск Диснеевских принцесс стал иметь огромный успех. Доход Disney Consumer Products вырос с 300 млн долл. США в 2001 году до 3 млрд долл. США в 2006 году.
В 2009 объём ожидаемых продаж составил 4 миллиарда долларов США.
Сегодня существует более 25 000 продуктов на основе франшизы.

## Персонажи

### Официальные принцессы
| Имя принцессы | Озвучивание в оригинале / живое исполнение | Фильмы с участием | Песни | Описание |
| Белоснежка    | Адриана Казелотти (1937) Мэри Кей Бергман (1989—1999) Кэролайн Гарднер (2000—2010) Кэтерин Ван Тилл (2011 — настоящее время) Рэйчел Зеглер (фильм) | Белоснежка и семь гномов (1937) Кто подставил кролика Роджера (1988, камео) Волшебное Рождество у Микки (2001) Дом злодеев. Мышиный дом (2001) Король Лев 3: Хакуна матата (2004, камео) Ральф против интернета (2018) Белоснежка (2025) | «Хочу я» (англ. «I'm Wishing») «Улыбайся и пой» (англ. «With a Smile and a Song») «Трудись и напевай» (англ. «Whistle While You Work») «Ко мне мой принц придёт» (англ. «Someday My Prince Will Come» | Дочь короля и падчерица злой королевы. Бежала в лес после попытки убийства со стороны завистливой мачехи. Дружила с гномами и дикими животными. В итоге была усыплена волшебным ядовитым яблоком. Разрушить злые чары и вернуть принцессу к жизни смог поцелуй влюблённого принца. |
| Золушка       | Эйлин Вудс | Золушка (1950) | «A Dream Is a Wish Your Heart Makes» «True Sisters» «More Than a Dream» | Дочь дворянина, после смерти отца стала служанкой в собственном доме. С помощью волшебства феи попала на королевский бал и очаровала принца. Выйдя замуж за него, стала принцессой. |
| Золушка       | Дженнифер Хейл Тами Таппан (песни Золушка III: Злые чары) Лили Джеймс (фильм)                                                                      | Золушка 2: Мечты сбываются (2002) Золушка 3: Злые чары (2007) София Прекрасная: История принцессы (2012, камео) Золушка (2015) Ральф против интернета (2018)                                                                             | «A Dream Is a Wish Your Heart Makes» «True Sisters» «More Than a Dream» | Дочь дворянина, после смерти отца стала служанкой в собственном доме. С помощью волшебства феи попала на королевский бал и очаровала принца. Выйдя замуж за него, стала принцессой. |
| Аврора        | Мэри Коста | Спящая красавица (1959) Волшебные истории принцесс Диснея: Следуй за мечтой (2007) Малефисента (2014) Малефисента: Владычица тьмы (2019) Ральф против интернета (2018)                                                                   | «Once Upon A Dream» | Принцесса от рождения, дочь короля и королевы. Не сумела избежать злого пророчества и надолго попала под действие сонного заклятия, но была разбужена поцелуем принца Филиппа, впоследствии стала его женой. |
| Аврора        | Эрин Торпей Кассиди Лэйден (песни) Эль Фаннинг (фильм)                                                                                             | Спящая красавица (1959) Волшебные истории принцесс Диснея: Следуй за мечтой (2007) Малефисента (2014) Малефисента: Владычица тьмы (2019) Ральф против интернета (2018)                                                                   | «Once Upon A Dream» | Принцесса от рождения, дочь короля и королевы. Не сумела избежать злого пророчества и надолго попала под действие сонного заклятия, но была разбужена поцелуем принца Филиппа, впоследствии стала его женой. |
| Ариэль        | Джоди Бенсон, Хэлли Бейли (фильм) | Русалочка (1989) Русалочка 2: Возвращение в море (2000) Русалочка: Начало истории Ариэль (2008) Ральф против интернета (2018) Русалочка (2023)                                                                                           | «Part of Your World» | Младшая из семи дочерей морского царя Тритона. Любознательная и активная девушка. Рождена русалкой, в 16 лет магией превращена в человека. Вышла замуж за человеческого принца Эрика. Родила от него дочь Мелоди, став первой и пока единственной диснеевской принцессой, чей ребёнок был показан в рамках оригинальной франшизы. |
| Белль         | Пейдж О’Хара, Эмма Уотсон (фильм) | Красавица и Чудовище (1991) Красавица и Чудовище: Чудесное Рождество (1997) Волшебный мир Белль (1998) Красавица и чудовище (2017) Ральф против интернета (2018)                                                                         | «Beauty and the Beast» | Любознательная дочь простого изобретателя, живущая в деревне. Расколдовала принца, превращённого в чудовище. Стала принцессой, выйдя за него замуж. |
| Жасмин        | Линда Ларкин Леа Салонга (песни Alladin и Enchanted Tales) Лиз Каллавэй (песни Return of Jafar и King of Thieves) Наоми Скотт (фильм)              | Аладдин (1992) Возвращение Джафара (1994) Аладдин и король разбойников (1996) Волшебные истории принцесс Диснея: Следуй за мечтой (2007) Ральф против интернета (2018) Аладдин (2019)                                                    | «A Whole New World» | Дочь султана. Восточная красавица, которая вышла замуж за Аладдина — нищего вора, но вместе с тем удачливого авантюриста и героя. |
| Покахонтас    | Ирен Бедард Джуди Кун (песни) | Покахонтас (1995) Покахонтас 2: Путешествие в новый мир (1998) Ральф против интернета (2018) | «Colors of the Wind» | Дочь индейского вождя. Её образ основан на реальной исторической личности — Матоака, дочери вождя племени поватенов по прозвищу «покахонтас» («проказница»). Пережила драматичный роман с капитаном Джоном Смитом, но их разлучила его болезнь. В сиквеле вышла замуж за дипломата Джона Рольфа. Это соответствует реальной исторической основе, но в деталях есть множество расхождений. |
| Мулан         | Мин-На Леа Салонга (песни) Лю Ифэй (фильм) | Мулан (1998) Мулан 2 (2004) Ральф против интернета (2018) Мулан (2020) | «Reflection» | Китайская национальная героиня, почти в одиночку спасшая Китай от завоевателей-гуннов. Образ основан на Хуа Мулань, героине поэмы XII века. Единственная диснеевская принцесса, которая на самом деле не является принцессой и включена в их ряд по соображениям маркетинга. Родилась в семье героя войны, мелкого землевладельца и (по сюжету мультфильма) приняла предложение руки и сердца от потомственного военного Ли Шанга. Чуть не вышла замуж за принца королевства Кигон, жертвуя собой ради свободы выбора дочерей императора Китая, но в итоге воссоединилась с Ли Шангом. |
| Тиана         | Аника Нони Роуз | Принцесса и лягушка (2009) Ральф против интернета (2018) | «Almost There» | Чернокожая официантка, живущая в США, в Новом Орлеане. Стала принцессой, выйдя замуж за Навина, принца Мальдонии, которого расколдовала из облика лягушки. |
| Рапунцель     | Мэнди Мур | Рапунцель: Запутанная история (2010) Рапунцель: Счастлива навсегда (2012) Ральф против интернета (2018) | «When Will My Life Begin» | Принцесса, обладающая волшебными золотистыми волосами длиной 21 метр. Похищена и заключена в башню женщиной по имени Готель, которая выдает себя за её мать и использует чудотворную силу её волос для возвращения молодости. Рапунцель заключила договор с известным вором Флином Райдером, чтобы освободиться из башни и вернуться в королевство. В конце выходит за него замуж, лишившись однако волшебных волос. |
| Мерида        | Келли Макдональд | Храбрая сердцем (2012) Ральф против интернета (2018) | «Touch the Sky» | 16-летняя дочь шотландского короля Фергуса. Первая диснеевская принцесса, которая не стремится к замужеству и ни за кого не выходит в конце своей истории. Страдала от того, что родители не ценили её как личность и игнорировали её интересы. Пожелала заколдовать свою мать, чтобы повлиять на неё, но вместо этого превратила её в медведицу. По сюжету принцесса исправляет эту ситуацию и добивается признания родителей. |
| Анна          | Кристен Белл | «Холодное сердце», «Холодное сердце 2», «Ральф против интернета» | - | Принцесса вымышленного королевства Эренделл. Сестра королевы Эльзы. Отправляется в опасное путешествие, чтобы спасти своё королевство и сестру. В конце второго мультфильма перенимает титул сестры и становится королевой (что лишает её возможности быть принцессой, как и Эльзу). |
| Эльза         | Идина Мензел | «Холодное сердце», «Холодное сердце 2», «Ральф против интернета» | - | Принцесса (королева) Эренделла, от рождения обладающая даром создавать снег и лед. Однажды она нечаянно задевает магией свою младшую сестру Анну и подвергает её опасности. С тех пор Эльза была вынуждена скрываться от внешнего мира, держа на расстоянии всех, кто ей дорог, включая сестру. На балу после своей коронации Эльза, разозлившись из-за заявления о свадьбе Анны и Ханса, вновь не справляется со своим магическим даром и погружает Эренделл во власть вечной зимы. Опасаясь, что она может принести ещё больше вреда, новоиспечённая королева убегает из своего замка и скрывается высоко в горах, убеждённая, что никто не сможет ей помочь. В начале первого мультфильма становится королевой (что лишает её возможности быть принцессой). |
| Моана         | Аулии Кравальо | Моана (2016) Ральф против интернета (2018) | «How Far I’ll Go» | 16-летняя дочь Туи, вождя одного из островов Полинезии (действие происходит около 2000 лет назад). Моана с детства любит океан и всё, что связано с ним. Была избрана для того, чтобы найти бога Мауи и заставить его вернуть сердце богини. Также не имеет любовного интереса. |
| Райя          | Келли Мэри Трэн | Райя и последний дракон (2021) | - | 18-летняя дочь Бенжи, вождя страны Сердца, одной из стран бывшей Кумандры. После неудачной попытки объединить разрозненные страны ввиду обмана представителей страны Клыка спасена своим отцом от созданий хаоса — Друунов — ценой его жизни. В результате Райя теряет веру в возможность объединения, и продолжает жить с единственной целю — найти последнего, ещё живого (по легенде) дракона и с его помощью вернуть отца к жизни, однако по ходу действия начинает вновь верить в возможность объединения племён. Также не имеет любовного интереса. |
| Намаари       | Джемма Чан | Райя и последний дракон (2021) | - | Принцесса-воительница Клыка, дочь владычицы Вираны, одной из стран той же Кумандры. Она предала Райю еще в детстве, однако после долгих лет соперничества с ней, по ходу действия в мультфильме, она меняется в лучшую сторону в конце мультфильма и решается вместе с Райей и представителями других племен, покончить с Друунами и объединить племена. |
| Аша           | Ариана Дебос | Заветное желание (2023) | "This Wish" | 17-летняя принцесса из Королевства Росас, которая видит в своем королевстве тьму, которую не видит никто другой, и чья страстная просьба низвергает настоящую звезду. Вместе со своим домашним козлом Валентино они отправляются в эпическое приключение среди звезд по разным мирам. |

### Неофициальные принцессы
Другие диснеевские персонажи также появлялись в линейке товаров, но не считаются частью франшизы Диснеевских принцесс.
| Имя принцессы    | Оригинальная озвучка / живое исполнение | Фильмы с участием | Описание |
| Алиса            | Кэтрин Бомонт Миа Васиковска            | «Алиса в Стране чудес», «Алиса в Стране чудес», «Алиса в Зазеркалье» | Наряду с другими официальными диснеевскими принцессами была названа «Принцессой Сердца» в игре для PlayStation 2 Kingdom Hearts. Она также появлялась в музыкальных клипах «It’s Not Just Make Believe» и «The Perfect Princess Tea» с остальными восемью официальными принцессами, но всё же Алиса исключена из официальной линейки. |
| Динь-Динь        | Мэй Уитман                              | «Питер Пэн», «Питер Пэн 2: Возвращение в Нетландию», «Феи», «Феи: Потерянное сокровище», «Феи: Волшебное спасение», «Феи: Тайна зимнего леса», «Феи: Загадка пиратского острова», «Феи: Легенда о чудовище» | Некоторое время входила в число, несмотря на то, что не являлась принцессой. Однако позже было решено, что она не подходит для «мифологии» серии. |
| Эсмеральда       | Деми Мур; поёт Хайди Молленхауер        | «Горбун из Нотр Дама» | Была отмечена на некоторых товарах франшизы, но не входит в официальную линейку. |
| Анастасия        | Мег Райан; поёт Лиз Кэллоуэй            | «Анастасия» | Образ основан на Анастасии, дочери императора Российской империи Николая. По многим легендам, Анастасия — единственная выжившая после расстрела царской семьи. После революции по всему миру появлялись самозванки, выдававшие себя за княжку, что и послужило вдохновением для написания сценария. Изначально мультфильм был создан компанией 20th Century Fox (из-за чего персонаж не вошёл в официальную линейку), но в 2019 году Disney объявила о покупке компании Fox, что, теоретически, позволяет включить Анастасию в список диснеевских принцесс. |
| Жизель           | Эми Адамс                               | «Зачарованная» | Планировалась к добавлению в число диснеевских принцесс, пока компания не поняла, что в таком случае она должна будет платить игравшей её актрисе, Эми Адамс, авторские отчисления за использование её подобия. |
| Кида             | Кри Саммер                              | «Атлантида: Затерянный мир» | Также не входит в официальную линейку. |
| Леди Мариан      | Моника Эванс                            | «Робин Гуд» | Не входит в официальную линейку, но её песни были добавлены в музыкальный альбом принцесс. |
| Нала             | Мойра Келли Бейонсе                     | «Король Лев» (1994), «Король Лев 2: Гордость Симбы», «Король Лев» (2019) | Её песня также вошла в сборник. |
| Мегара (Мэг)     | Сьюзен Иган                             | «Геркулес» | Мэг также появляется на некоторых товарах франшизы. |
| София Прекрасная | Ариэль Уинтер                           | «София Прекрасная», «София Прекрасная: История принцессы» | Не является официальной диснеевской принцессой, но была отмечена на некоторых товарах франшизы. Также в мультфильме и сериале присутствуют все оригинальные принцессы (кроме Покахонтас и Моаны), такие как Белль, Золушка и Аврора, помогающие ей в роли принцессы. |
| Принцесса Эмбер  | Дарси Роуз Бернс                        | «София Прекрасная», «София Прекрасная: История принцессы» | Не является официальной диснеевской принцессой, но хорошо известна как наследная Принцесса Волшебнии из линейки франшизы «София Прекрасная». Она же является сводной сестрой Софии. За всё время сериала видела только трёх официальных Принцесс Диснея: Мулан, Жасмин и Рапунцель. |
| Елена            | Эми Карреро                             | Елена — принцесса Авалора | Её хотели сделать официальной диснеевской принцессой, но из-за её непопулярности отказались от этой идеи. |

На DVD с песнями из диснеевских мультфильмов Disney Princess Sing Along Songs: Once Upon a Dream, кроме песен официальных принцесс были включены музыкальные номера Мегары («Геркулес»), принцессы Минни («Три мушкетёра: Микки, Дональд и Гуфи») и принцесс Мэй, Тинь Тинь и Су («Мулан 2»). В Disney Princess Sing Along Songs: Enchanted Tea Party вошли песни девицы Мариан и принцессы Мэлоди («Русалочка 2: Возвращение в море»).
«Зачарованной» (в современном понимании) принцессой является Ваниллопа фон Кекс из мультфильма «Ральф». Также не соответствует образу диснеевской принцессы, так как не взрослая. С другой стороны, сама она всего лишь выдавала себя за принцессу, когда случайно попала в гримёрку официальных принцесс.

### Пародии на диснеевских принцесс
Одной из наиболее ярких пародий на таких диснеевских принцесс, как Белоснежка, Золушка, Ариэль и Белль, является принцесса Клара (англ. Princess Clara) из мультсериала «Мультреалити».

## Критика
24 декабря 2006 года, Пегги Оренстайн, в New York Times, была опубликована статья «Что случилось с Золушкой?», в которой она отмечала свои опасения по поводу последствий влияния принцесс на девочек. Тамара Уэстон из Time критиковала франшизу, ссылаясь на принцесс, как на «девиц в беде» и плохому примеру для подражания для маленьких девочек.
Прочие источники также выразили обеспокоенность тем, что франшиза может дать молодым девушкам неверный сигнал. При этом, другие родители считают, что девочки в конечном итоге вырастают из этой фазы.
В 2016 году группа психологов под руководством профессора Сары Койн из Университета Бригама Янга опубликовала статью о том, что диснеевские принцессы делают детей восприимчивыми к гендерным стереотипам.